# Distaplia stylifera
Distaplia stylifera är en sjöpungsart som först beskrevs av Alexander Onufrievitch Kowalevsky 1874.  Distaplia stylifera ingår i släktet Distaplia och familjen Holozoidae. Inga underarter finns listade i Catalogue of Life.